# Forêt Sacrée de Wêwêré
La forêt sarée Wêwêré est un îlot forestier, situé dans la commune de Bembéréké, dans le département du Borgou, au Nord-Est du Bénin.

## Géographie

### Localisation
La forêt sacrée de Wêwêré est située à l'ouest de la commune de Bembèrèkè, dans le département de le borgou, Nord-Est du Bénin.

## Toponymie
La forêt sacrée de Wêwêré tire son nom de la rivière qui la traverse ainsi qu'à la divinité « Wèwèré », dont l'esprit est logé dans un Iroko situé au cœur de la forêt sacrée.

## Histoire
En 2021, l'ARMP statut en faveur du FNEC pour la construction des ouvrages de canalisation et des latrines dans la forêt.
Le 20 mai 2021,Ousmane Sanni Gamia, à l'epoque, deuxième adjoint au maire de la ville de Bembéréké, lance le projet pilote d’appui au développement des activités écotouristiques dans la commune et du projet d’appui à la restauration et gestion durable des écosystèmes forestiers autour de la forêt classée des « Trois Rivières » PRGD-EF3R. Avec l'appui financier du FNEC, le projet a pour objectif, la réhabilitation de la forêt classée de wèwèré ainsi que le développement du secteur touristique de cette commune.